# Kur nuk shkon, nuk shkon
Kur nuk shkon, nuk shkon är ett album av den kosovoalbanska sångerskan Albërie Hadërgjonaj. Albumet släpptes år 2011 och blev sångerskans tredje studioalbum. Albumet är släppt på skivbolaget Albatrade. 
Flertalet av låtarna på albumet släpptes även som singlar med musikvideor. Bland annat finns låten "Ah sikur kjo jetë", som var hennes bidrag till Festivali i Këngës 44 (2005), med på albumet. Även låten "Ik tani" från Kënga Magjike 9 (2007) är med på skivan. 

## Låtlista
| Nr | Titel                           | Text                | Kompositör/musik    | Längd |
| -- | ------------------------------- | ------------------- | ------------------- | ----- |
| 1. | Kur nuk shkon, nuk shkon        | Big Basta           | Albërie Hadërgjonaj | 3:28  |
| 2. | Je ti, je ti                    |                     |                     |       |
| 3. | Malli im                        |                     |                     |       |
| 4. | Nderi i kombit (Ibrahim Rugova) |                     |                     | 3:27  |
| 5. | Ah sikur kjo jetë               | Zhuliana Jorganxhi  | Luan Zhegu          | 4:04  |
| 6. | Ik tani                         | Albërie Hadërgjonaj | Enis Presheva       | 4:00  |
| 7. | E ndëzim pak                    | Big Basta           | Enis Presheva       | 3:15  |
| 8. | Emotive                         |                     |                     |       |
| 9. | Tani me tjetrën je              |                     |                     | 3:25  |